# Gouvernement Luc Frieden
Ne doit pas être confondu avec Gouvernement Pierre Frieden.
Grand-duché de Luxembourg
Bettel II 
Le gouvernement Frieden (en luxembourgeois : Regierung Frieden) ou gouvernement Frieden-Bettel est le gouvernement du grand-duché de Luxembourg depuis le 17 novembre 2023, sous la 35e législature de la Chambre des députés.
Il est dirigé par le chrétien-social Luc Frieden, dont le parti est arrivé en tête des élections législatives et constitué d'une coalition entre le Parti populaire chrétien-social (CSV) et le Parti démocratique (DP). Il succède au gouvernement Bettel II.

## Composition

### Initiale (17 novembre 2023)
| Portrait | Portefeuille | Titulaire | Titulaire         | Parti |
| -------- | --- | --------- | ----------------- | ----- |
|          | Premier ministre |           | Luc Frieden       | CSV   |
|          | Vice-Premier ministre Ministre des Affaires étrangères et du Commerce extérieur Ministre de la Coopération et de l'Action humanitaire                                                               |           | Xavier Bettel     | DP    |
|          | Ministre de l'Agriculture, de l'Alimentation et de la Viticulture Ministre de la Protection des consommateurs                                                                                       |           | Martine Hansen    | CSV   |
|          | Ministre de l'Éducation nationale, de l'Enfance et de la Jeunesse Ministre du Logement et de l'Aménagement du territoire                                                                            |           | Claude Meisch     | DP    |
|          | Ministre de l'Économie, des PME, de l'Énergie et du Tourisme |           | Lex Delles        | DP    |
|          | Ministre de la Défense Ministre de l'Égalité des genres et de la Diversité Ministre de la Mobilité et des Travaux publics                                                                           |           | Yuriko Backes     | DP    |
|          | Ministre de la Famille, des Solidarités, du Vivre ensemble et de l'Accueil |           | Max Hahn          | DP    |
|          | Ministre des Finances |           | Gilles Roth       | CSV   |
|          | Ministre de la Santé et de la Sécurité sociale |           | Martine Deprez    | CSV   |
|          | Ministre des Affaires intérieures |           | Léon Gloden       | CSV   |
|          | Ministre de la Digitalisation Ministre de la Recherche et de l'Enseignement supérieur |           | Stéphanie Obertin | DP    |
|          | Ministre des Sports Ministre du Travail |           | Georges Mischo    | CSV   |
|          | Ministre de l'Environnement, du Climat et de la Biodiversité Ministre de la Fonction publique |           | Serge Wilmes      | CSV   |
|          | Ministre de la Justice Ministre déléguée auprès du Premier ministre, chargée des Médias et de la Connectivité Ministre déléguée auprès du Premier ministre, chargée des Relations avec le Parlement |           | Elisabeth Margue  | CSV   |
|          | Ministre de la Culture Ministre délégué au Tourisme |           | Eric Thill        | DP    |